# Psychotria talasensis
Psychotria talasensis är en måreväxtart som beskrevs av Seymour Hans Sohmer. Psychotria talasensis ingår i släktet Psychotria och familjen måreväxter. Inga underarter finns listade i Catalogue of Life.